# Mi recinto

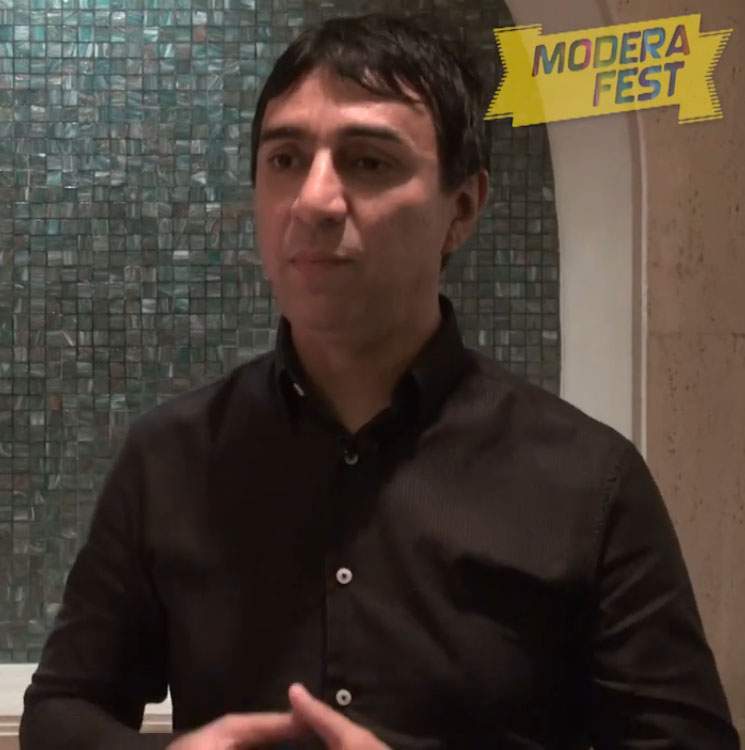
Fernando Villarroel personificó al Compadre Garañón, quien fue el personaje principal de la serie.

Mi Recinto fue una serie cómica costumbrista ecuatoriana de situación que se estrenó en el año 2001 por la señal de TC Televisión. La serie se originó de un sketch del programa cómico de parodia, Ni en Vivo Ni en Directo, donde originalmente se llamó Paja Toquilla y poco después Nuestro Recinto. Debido a asuntos legales y el cambio de directiva, se cambió el nombre a Mi Recinto.
Protagonizada por Fernando Villarroel junto a Sofía Caiche, Tatiana Macías y María Mercedes Pacheco; con las participación antagónica de Miguel Santana y José Corozo. Cuenta con las actuaciones estelares de Alex Pluas, Paola Olaya, Angélica Ariciaga y Bertha Valle.

## Sinopsis
La serie trata de la caricaturización de los montubios (campesinos de la costa ecuatoriana), con el compadre Garañon (Fernando Villarroel) como protagonista, el cual es un mal hablado, agresivo y acosador de las comadres, junto a varios campesinos a quienes son llamados compadres y comadres antes de su nombre. Ellos viven en Mi Recinto, un recinto ficticio ubicado en la zona costera, sus casas son de madera y los hombres usan Sombrero de paja toquilla además de cargar machete en mano o escopetas.

## Elenco
- Fernando Villarroel - Compadre Garañón[7][3]
- Sofía Caiche - Comadre Blóndor / Cecilia González "Chechi" (en la telenovela y secuela de la serie "El Garañón del Millón")"[5][4]
- Tatiana Macías - Comadre Tatianita[8]
- María Mercedes Pacheco - Comadre Vaca Loca[9]
- Alex Pluas - Compadre Calo
- Miguel Santana - Don Candelario Encarnación "Sacuecachos" / Saco de Cachos[10]
- José Corozo - Compadre Aristides "Perro"[15]
- Cecilia Cascante - Comadre Ximena
- Angélica Ariciaga - Comadre Lengua E'Yoyo[16]
- Bertha Valle - Comadre Bertha "La Vieja Bertha"[18]
- Paola Olaya - Isabel Cristina[18]
- Mélani León - Comadre Camila "Camilita"[11]

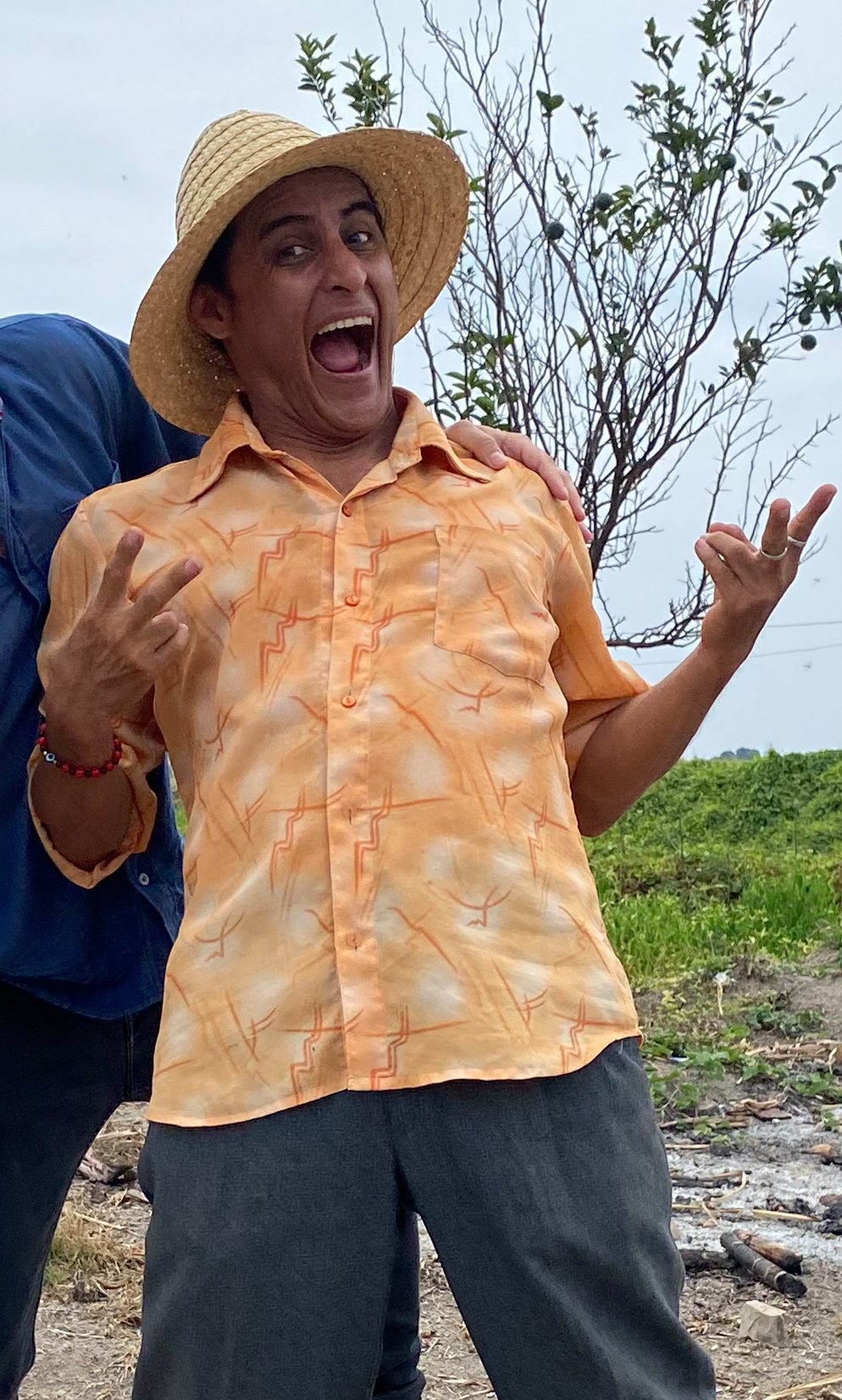
Julio Larrea interpretando al Compadre Gerónimo en 2023.

- Julio Larrea - Gerónimo Inocencio Pérez Sanchez "Compadre Gerónimo"[11]
- Mario Bravo - Compadre Cacho Loco
- Héctor Garzón - Compadre Espiritual
- Ney Ponguillo - Dulio Anastasio Ponguillo Aguilar "Compadre Dulio"[12]
- Cristian García - José Joaquín Calavera "Compadre Calavera"[12]
- Cristian Vega - Compadre 7 Vidas[12]
- Marcelo Paredes - Compadre Filomeno "Pavo Loco"
- Ángel Flores - Compadre Modesto
- José Northia - Compadre Chancho
- Stalin Baquerizo - Nolberto Maquilón "Compadre Locutor"[6]
- Orlando Quiñónez - Compadre Tulio[6]
- Paola Farías - Novia del Compadre Tulio
- Fernando Villao - Compadre Reynaldo
- Santiago Romero - Compadre Arturo[13]
- Vicente Romero - Compadre Centella
- Alejandra Jaramillo - Comadre Lolita
- Bárbara Najas - Comadre Carlota
- Yolanda Lopez - Comadre Remedios
- Liliana Troya - Comadre Troyita
- Lucho Castillo - Compadre Goyo
- Niña Susi de Encarnación[14] (En realidad  el personaje no aparece es imaginario, es la esposa de Don Candelario y amante del Compadre Garañón)
- Polo Baquerizo - El mismo
- Fabrizzio Ferretti - El mismo
- Gino Molinari - El mismo
- Delfín Quishpe - El mismo
- Aladino - El mismo
- El Rey de la Cantera - El mismo
- Sharon la Hechicera - Ella misma
- Roberto Bonafont - El mismo
- Eduardo "El Tanque" Hurtado - El mismo
- Raul "El Pavo" Noriega - El mismo
- Jaime Bonelli - Don Néstor Torres
- Mónica Mancero - Renata Torres
- Víctor Hugo Cabrera - Juan Esteban
- José Francisco Campodónico - Sergio Gómez
- Prisca Bustamante - Doña Rosita
- Santiago Naranjo - Don Gregorio Serrano
- Aladino - Pericles
- Sandra Pareja - Yuli
- Luli Ossa - Cristina "Titi"
- Ronald Farina - Jorge Vicente
- Victor Hugo Davila - Erick
- Juan Valle Mora - Juanpi
- Giovanni Ciccia - Renato
- Augusto Thorndike - Gabriel

## Versiones

### Paja Toquilla
- Versión original emitido en 1997 como segmento en el programa Ni En Vivo Ni En Directo con el nombre de Paja Toquilla fue la primera aparición del Compadre Garañón, el programa fue producido por TC Televisión y el personaje principal también es interpretado por Fernando Villarroel.

### Nuestro Recinto
- En 2001 la cadena TC Televisión renovó el segmento Paja Toquilla como serie de televisión con el nombre de Nuestro Recinto protagonizada por Fernando Villarroel, Sofía Caiche y María Mercedes Pacheco, meses después la serie fue renovada con el nombre de Mi Recinto.

### El Garañón del Millón
- En 2008 TC Televisión estrenó la telenovela El Garañón del Millón en la cual participaron varios actores de la serie, la telenovela fue protagonizada por Fernando Villarroel, Mónica Mancero y Sofía Caiche (interpretando un doble papel protagonista y antagonista), junto con José Francisco Campodónico, Luli Ossa y Ronald Farina en los roles antagónicas. Contó además con las actuaciones estelares de los primeros actores Jaime Bonelli, Sandra Pareja, Aladino, Santiago Naranjo y Prisca Bustamante y la actuación especial de Víctor Hugo Cabrera.

### Los Compadritos
- En 2011 la cadena Canal Uno estrenó la serie de humor, Los Compadritos, un spin-off de Mí Recinto, en la cual participaron los actores que renunciaron a la serie de TC Televisión.[15]

## Controversia
En diciembre de 2004 el programa fue acusado por una campaña que buscaba suprimir la serie calificándola de racista, discriminatorio, vulgar, sexista y de denigrar al montubio por parte de la cultura montubia, el Instituto de Cultura Montubia, Corporación Montubia del Litoral, estudiantes de colegio y presidentes de la Casa de la Cultura del Guayas, además de no mostrar conocimiento de la cultura montubia.
En 2011 se estrenó en Canal Uno una serie comica protagonizada por los ex compadres (Dulio, Tulio, Calavera y Siete Vidas) de la serie Mi Recinto, llamada "Los Compadritos". Por lo que Fernando Villarroel dueño de los derechos de la serie Mi Recinto y de todos sus personajes comenzó un proceso legal por plagio contra Los Compadritos.

## Curiosidades
Las primeras temporadas tubieron al final de cada capítulo amorfinos donde antes de cada uno, todos repetìan en coro la frase "aro, aro, aro", que no es propia de los montubios y sin embargo fue tomada de costumbres chilenas y argentinas.
El 22 de junio de 2004, la serie contó con una revista mensual con el mismo nombre.